# Wolseley, South Australia
Wolseley är en ort i Australien. Den ligger i kommunen Tatiara och delstaten South Australia, omkring 260 kilometer sydost om delstatshuvudstaden Adelaide.
Trakten runt Wolseley är nära nog obefolkad, med mindre än två invånare per kvadratkilometer.. Närmaste större samhälle är Bordertown, omkring 13 kilometer nordväst om Wolseley.
Trakten runt Wolseley består till största delen av jordbruksmark. Genomsnittlig årsnederbörd är 518 millimeter. Den regnigaste månaden är juni, med i genomsnitt 90 mm nederbörd, och den torraste är december, med 9 mm nederbörd.